# Hans Vredeman de Vries
Hans, o Jan, Vredeman de Vries, noto anche come Johan Frisio (Leeuwarden, 1525 o 1526 – Amburgo, 1609), è stato un architetto, ingegnere, pittore e disegnatore fiammingo noto per i suoi studi prospettici e le sue incisioni di ornamenti architettonici ispirati alle opere di Sebastiano Serlio e della scuola di Fontainebleau.

## Biografia

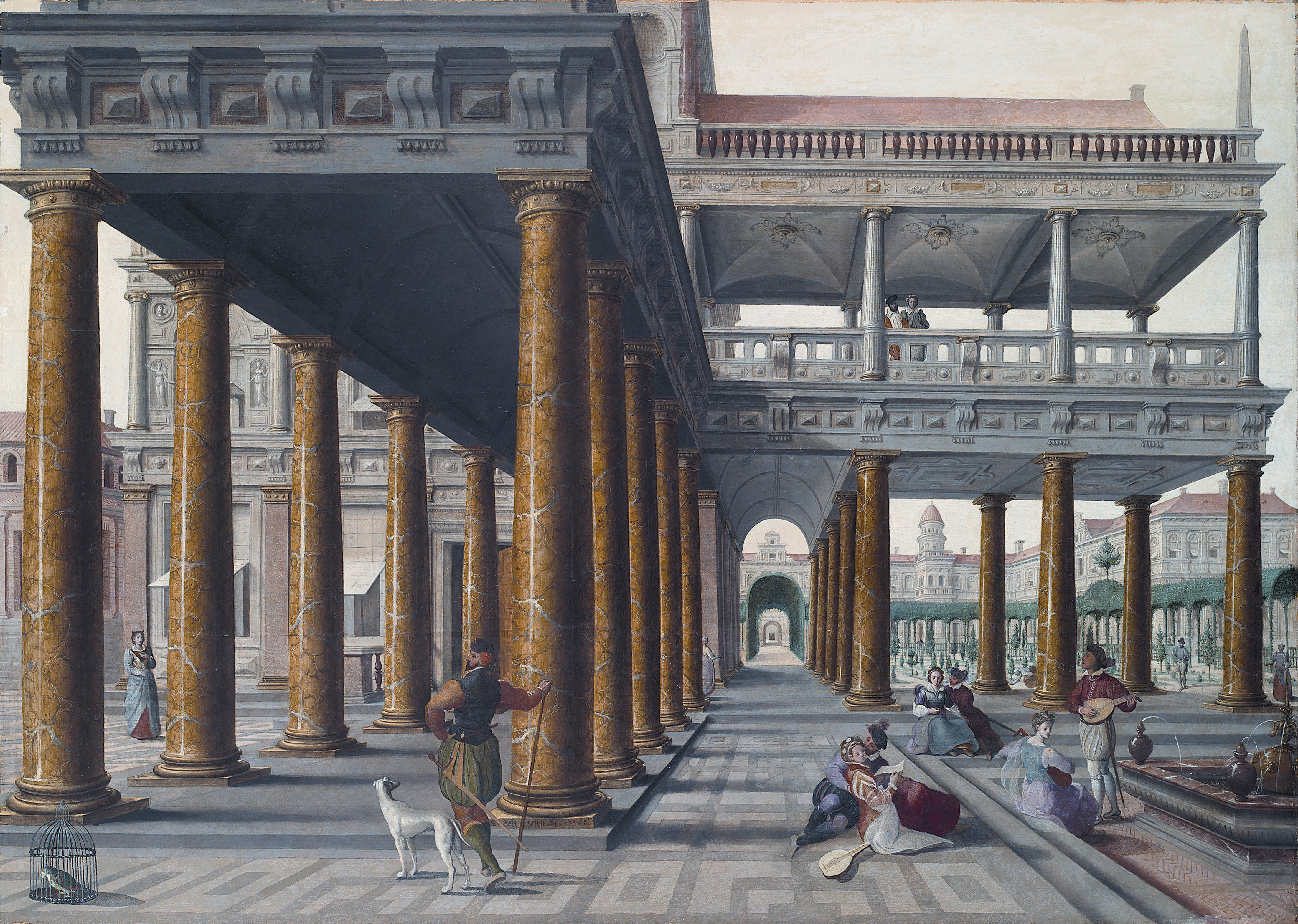
Capriccio architettonico con figure (1568)

L'anno di nascita di quest'artista è stato desunto da un atto notarile del 1560, in cui si dichiarava che de Vries aveva 34 anni.
Padre di Paul e Salomon Vredeman de Vries, inizialmente fu addestrato come falegname e poi tra il 1544 ed il 1546-1547 fu apprendista presso il pittore su vetro Rijner Gerritsz. o Reyer Gerritsen. Trasferitosi nel 1546 a Kampen, iniziò a lavorare nell'atelier del pittore Ernst Maeler. Nel settembre 1548 fu registrato come cittadino d'Anversa. Qui collaborò alla realizzazione delle decorazioni per le feste indette per celebrare l'arrivo di Carlo V e Filippo II nel settembre 1549 e conobbe Pieter Coecke van Aelst. Dal 1550 al 1552 circa lavorò alle dipendenze di un falegname a Kollumerland en Nieuwkruisland.
Si trasferì poi a Mechelen dove rimase fino al 1661 lavorando nell'atelier di Claude Dorisy. Probabilmente sua moglie, Johanna van Muysene, era originaria di questa città e forse era una delle sorelle del pittore Gielis van Muysene. Ebbe così modo di vedere le stampe di Hieronymus Cock, in cui erano presenti motivi rinascimentali italiani, e forse di incontrare Giorgio Ghisi, che si trovava ad Anversa nel 1554. Fu, inoltre, suo allievo Michael Coxcie e collaborò con Pieter Bruegel il Vecchio per Hieronymus Cock. Divenne anche membro della locale Corporazione di San Luca. Nel 1561 realizzò il progetto per il nuovo municipio d'Anversa. Nello stesso anno ritornò a Mechelen, dove rimase fino al 1564. Nel febbraio dello stesso anno rientrò ad Anversa, rimanendovi fino al 1570, quando si rifugiò ad Aquisgrana per le persecuzioni dell'Inquisizione fino ad almeno tutto novembre 1572. Chiese anche il rilascio di un certificato di buona condotta alla Corporazione di San Luca, nel tentativo di ritornare ad Anversa. Si trasferì poi, secondo van Mander, in provincia di Liegi dove rimase fino al 1575, quando poté ritornare ad Anversa, in seguito alle trattative di pace di Breda. Qui fu ingegnere militare e si occupò dei lavori di fortificazione della città. Nel 1586 dipinse l'Allegoria della rinascita d'Anversa e nello stesso anno, per ragioni economiche, si recò a Francoforte sul Meno.
Dal 1587 al maggio 1589 fu impiegato come architetto alla corte di Julius von Braunschweig-Lüneburg a Wolfenbüttel. Realizzò anche una serie di disegni delle quattro stagioni. Alla morte del suo mecenate, il 3 maggio 1589, fu licenziato dal suo successore e si recò allora a Braunschweig, dove, secondo van Mander, fu attivo fino al 1591 e dove dipinse un epitaffio. Tra il 1591 ed il 1592 lavorò ad Amburgo presso esuli d'Anversa, come l'orafo Jacob de Moor, per il quale realizzò un dipinto per la chiesa di St.Petri. In seguito alla richiesta del consiglio di Danzica per l'approntamento di architetture di difesa, si recò in quella città dove rimase fino al 1596 eseguendo un dipinto per la corte di Artus, Orfeo nel mondo sotterraneo, e progettando l'interno della sala consiliare estiva del municipio. Dipinse inoltre una serie di sette grandi affreschi nella camera del consiglio. Nel 1592 e 1593 fu architetto della città di Danzica. Ritornato ad Amburgo, lavorò alle dipendenze dell'esule d'Anversa Hans l'Hommel. Dal 1597 al 1598 fu impiegato presso la corte d'imperatore Rodolfo II d'Asburgo a Praga. Presentò al sovrano dei progetti per la costruzione del palazzo imperiale e di alcune fontane. Poi fu di nuovo ad Amburgo fino al 1600, anno in cui rientrò nei Paesi Bassi, vivendo tra Amsterdam e L'Aia fino al 1606. In quello stesso anno ritornò ad Amburgo, dove morì nel 1609.
Si dedicò alla pittura di soggetti ornamentali, architetture e interni di chiese, utilizzando solitamente colori a olio. Realizzò, in collaborazione col figlio Paul e Dirck Van Ravensteyn, che eseguì le figure, 4 quadri rappresentanti Architetture di palazzo (1596), probabilmente dipinti per l'imperatore Rodolfo II. Essi dimostrano l'attenzione di de Vries per la scenografia applicata ad architetture eleganti e leggere, in cui elementi italiani si fondono con forme gotiche e rivelano l'influsso del pittore fiammingo Pieter Coecke van Aelst.
Pubblicò anche raccolte di incisioni di ornamenti: una prima nel 1555 ad Anversa, costituita da circa 500 sue incisioni, una successiva nel 1660 sempre ad Anversa intitolata Scenographiae sive perspectivae contenente incisioni di ornamenti architettonici e ispirata alle opere di Sebastiano Serlio e della scuola di Fontainebleau. Queste raccolte forniscono un vasto repertorio di motivi antichi, tra cui vasi, grottesche e così via.
Furono suoi allievi Isaak van den Block, Hendrik van Steenwijck I e Paul Vredeman de Vries. Le sue opere influenzarono Dirck van Delen. Furono suoi seguaci Pieter van Bronckhorst, T.J. Croon e Hans Krieg.

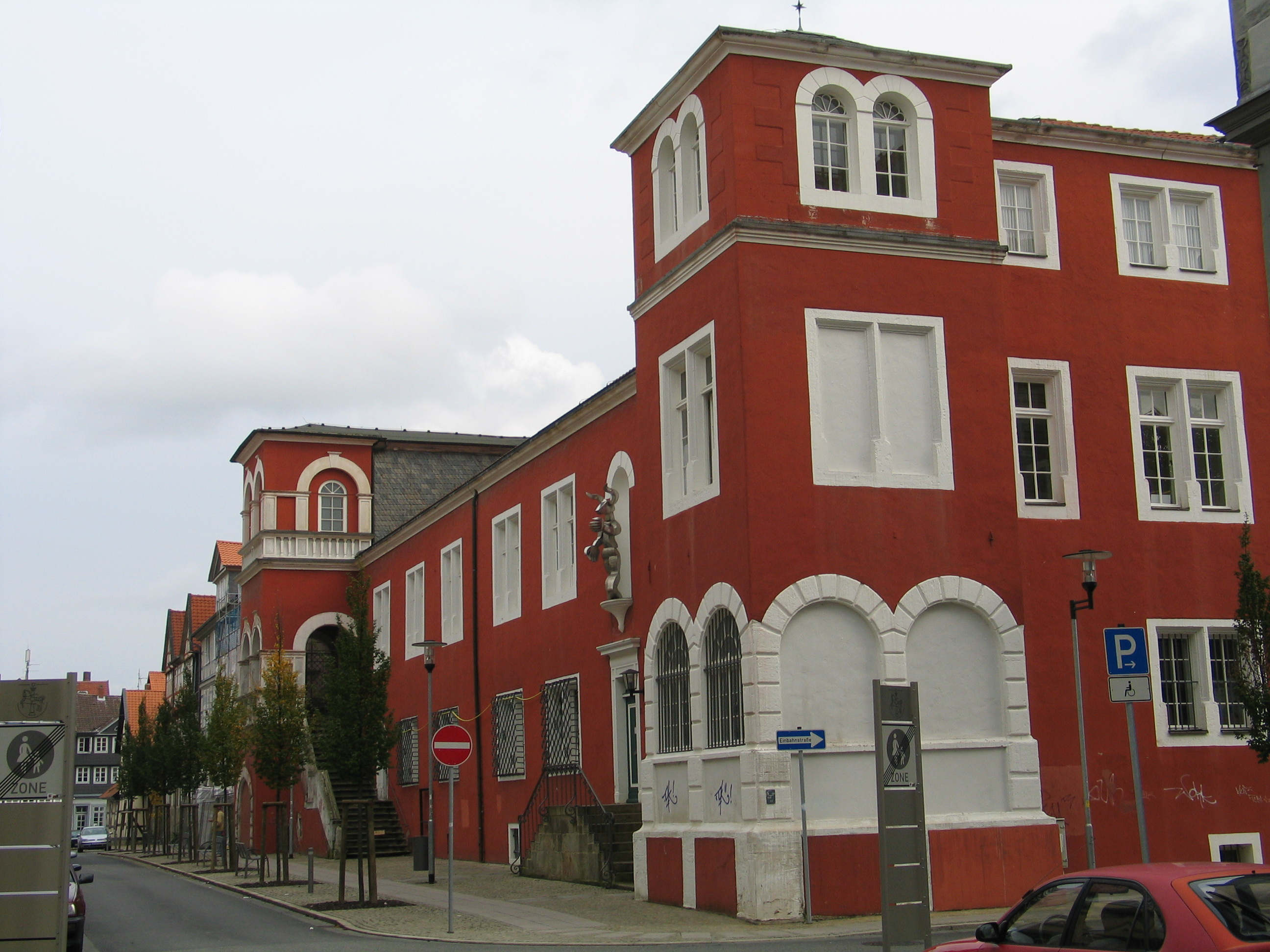
Casa progettata da Hans Vredeman de Vries a Wolfenbüttel

De Vries è noto soprattutto per le sue incisioni, che, pubblicate dagli editori d'Anversa, ebbero un grande influsso sui contemporanei e lo resero uno dei principali e più noti esponenti del decorativismo manierista e proposero una nuova visione urbanistica nell'Europa centrale e settentrionale. Altrettanto importanti sia per la formazione che per la diffusione del manierismo nordico in architettura furono i trattati da lui redatti e pubblicati in più edizioni: Artis perspectivae formulae (1568), Architectura oder Bauung der Antiquen aus dem Vitruvius (1577), Variae architecturae formae (1601), Perspectives id est celeberrima ars inspicientis aut transpicientis oculorum aciei in 2 volumi (1604-1605). Queste opere permisero la diffusione delle conoscenze rinascimentali italiane relative alla prospettiva ed agli ornamenti architettonici in Europa centrale e settentrionale.

## Alcune opere

### Dipinti
- Allegoria della salvezza e del peccato, olio su tavola, 203 × 145 cm, 1596, Museo Nazionale, Danzica[9]
- Allegoria della rinascita di Anversa, olio su tavola, 39,5 × 30,5 cm, 1586[10]
- Edifici e giardini, olio su tavola, 1542-1607, Museo di belle Arti, Strasburgo[11]
- Capriccio architettonico con figure, olio su tavola, 84,5 x 118,5 cm, 1568, Museo di Belle Arti, Bilbao
- Paesaggio architettonico, olio su tavola, 82 x 100 cm, Ermitage, San Pietroburgo[12]
- Palazzo con musicisti, olio su tela, 135 x 174 cm, 1596, Kunsthistorisches Museum, Vienna[7]

### Incisioni
- Laboratorio dell'alchimista, incisione dipinta nel libro Amphitheatrum sapientiae aeternae di Heinrich Khunrath, 1595[13]
- Pagina col titolo di Hortorum viridariorumque elegantes et multiplicis formae, ad architectonicae artis normam affabre delineatae, incisione, 1583, in collaborazione con Theodoor Galle, Monastero dei Visitazionisti, Varsavia[14]